# Sorraia

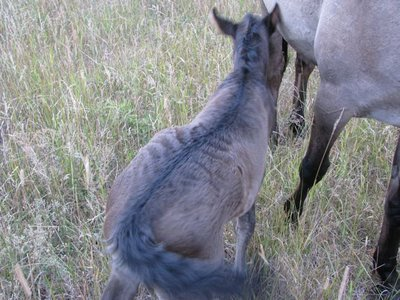
La riga mulina

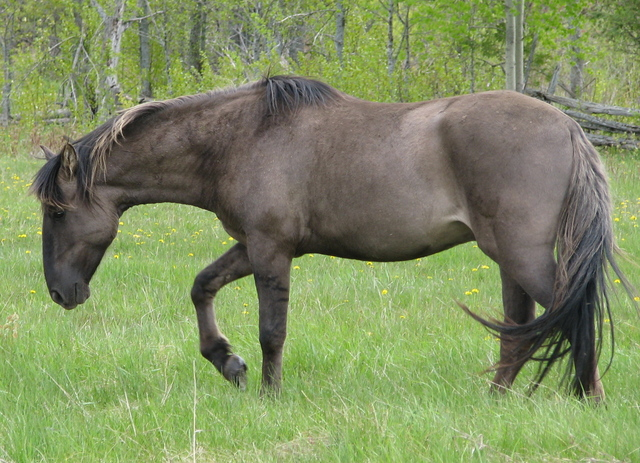
Stallone Sorraia

Il sorraia è un cavallo indigeno del Portogallo, che possiede molte caratteristiche primitive, come zebrature sugli arti, riga mulina dorsale e manto grigio topo oppure isabella. Secondo alcuni studiosi, in particolare Hardy Oelke, che alleva sorraia in Germania, questo cavallo rappresenta la varietà meridionale del tarpan.
I sorraia sono di dimensioni modeste, ma molto frugali e resistenti e possono sopravvivere dove altri cavalli avrebbero problemi. Lo zoologo portoghese Ruy D’Andrade scoprì un piccolo numero di questi cavalli e si dedicò al salvataggio della razza. Grazie ai suoi sforzi, il sorraia è sopravvissuto fino ai nostri giorni, anche se rimane molto raro: si contano circa 200 esemplari, di cui la maggior parte si trova in Portogallo, mentre altri in Germania.

## Caratteristiche
Il sorraia è alto dai 145 ai 150 cm. La testa è larga, dal profilo convesso, con collo lungo ed esile. Il garrese è prominente e la groppa è leggermente angolata. Le gambe sono fini ma forti, con zoccoli ben proporzionati. Questi cavalli sono molto resistenti e frugali, infatti prosperano su pascoli poveri.
Il manto è di solito grigio topo o isabella. Caratteristici della razza sono la riga mulina dorsale, le zebrature sugli arti ed il muso scuro. La criniera è nera ma con alcuni peli bianchi. Marcature bianche sono rare e sono indesiderate.
Molti cavalli lusitani e andalusi mostrano chiaramente il tipo del sorraia, che molto probabilmente è il progenitore di queste razze. È probabile che il sorraia sia la variante del tarpan adattatasi alle zone semi-aride dell'Europa meridionale.

## Storia
Nel 1920 lo zoologo portoghese Ruy d'Andrade scoprì un piccolo numero di questi cavalli e iniziò ad allevarli vicino a Coruche, in Portogallo. Nel 2004, grazie anche agli sforzi dell'appassionato tedesco Hardy Oelke, fu allestita una riserva naturale in Portogallo per la preservazione della razza.
Hardy Oelke, inoltre, durante i suoi viaggi in Nord America, notò che tra molte popolazioni di mustang esistevano dei soggetti dal fenotipo estremamente simile al sorraia del Portogallo. Oelke denominò tali soggetti “sorraia mustangs” e cercò di proteggerli, importandone anche alcuni in Germania. I sorraia mustangs, avendo un fenotipo molto simile a quello del sorraia portoghese, potrebbero essere usati per rinsanguare i sorraia originali in caso sorgessero problemi di consanguineità, dato che l'intera popolazione di sorraia moderni discende da una dozzina di esemplari.